# Cymodoce zanzibarensis
Cymodoce zanzibarensis är en kräftdjursart som beskrevs av Stebbing 1910. Cymodoce zanzibarensis ingår i släktet Cymodoce och familjen klotkräftor. Inga underarter finns listade i Catalogue of Life.